# Schlacht am Krimisos
In der Schlacht am Krimisos (dem heutigen Belice), einem Fluss im Westen Siziliens, kämpften im Juni 341 oder 340 v. Chr. die Syrakusaner unter Timoleon gegen die Karthager.

## Vorgeschichte
Seit Jahren versuchte Karthago, die sizilischen Griechen mit Hilfe botmäßiger Tyrannen zu beherrschen. Als in Syrakus gerade ein Machtvakuum entstanden war, gelang es dem aus der syrakusanischen Mutterstadt Korinth entsandten Timoleon, die Herrschaft über Syrakus zu erlangen. Sein wichtigster Gegner war Hiketas, der Tyrann von Leontinoi, der zeitweise mit Karthago zusammengearbeitet hatte. Da Timoleon zur Verpflegung seiner Truppen karthagisches Gebiet plünderte, landete im Sommer 341 ein großes karthagisches Heer unter den Feldherrn Hasdrubal und Hamilkar in Lilybaeum. Die  Streitmacht der Karthager bestand u. a. aus der berühmten „Heiligen Schar“, gebildet durch die reichen Bürger Karthagos. 
Timoleon, dessen Karriere Adcock als den vielleicht bedeutendsten Triumph des Charakters in der Geschichte der griechischen Stadtstaaten bezeichnet, konnte dieser zahlenmäßig weit überlegenen Armee nur eine kleine, aus Hopliten, leichter Infanterie (Peltasten) und Kavallerie bestehende Truppe entgegenwerfen. Sofort versöhnte er sich mit Hiketas und rückte mit etwa 12000 Mann auf karthagisches Gebiet vor. Zum Schlachtfeld wählte er den taktisch günstigsten Punkt aus: Die Ufer des Flusses Krimisos unweit von Segesta.

## Verlauf
Die zahlenmäßig zweifellos überlegenen Karthager waren beim Auftauchen des griechischen Heeres gerade mit dem Überqueren des Flusses beschäftigt. Ihre Streitwagen, eine veraltete Waffengattung, zu der sie noch immer ein gewisses Zutrauen hatten, befanden sich bereits am anderen Ufer, konnten aber gegen Timoleons Fußvolk nichts ausrichten. 
Als das Gros der Karthager mit dem Durchwaten beschäftigt war, änderte ein plötzlicher Wetterumschwung den Verlauf der Schlacht: Es begann in Strömen zu regnen, und der Krimisos wurde durch die aus den Bergen kommenden Wassermassen zu einem tödlichen Strom. Die Heilige Schar konnte den Fluss überqueren, wurde jedoch, durch den Schlamm handlungsunfähig gemacht und, von der übrigen Heeresmacht abgeschnitten, von der leichten Infanterie der Syrakuser vernichtet. Timoleon nutzte die Gunst des Schicksals und vernichtete die Karthager vollständig.

## Folgen
Die Reste des karthagischen Heeres marschierten nach Lilybaeum zurück. Während Hasdrubal hingerichtet wurde, konnte sein mit 70 Schiffen in Lilybaeum eingetroffener Nachfolger Gisgo einen Frieden mit Timoleon aushandeln, da dieser vor allem danach strebte, die noch vorhandenen Tyrannen zu stürzen.
Die Unterwerfung von Syrakus durch Karthago wurde mit dieser Schlacht einstweilen abgewendet, doch konnte sie nicht verhindern, dass die afrikanische Großmacht die Vorherrschaft auf Sizilien erringen und bis zum Ende des 1. Punischen Kriegs halten konnte.